# Alessia

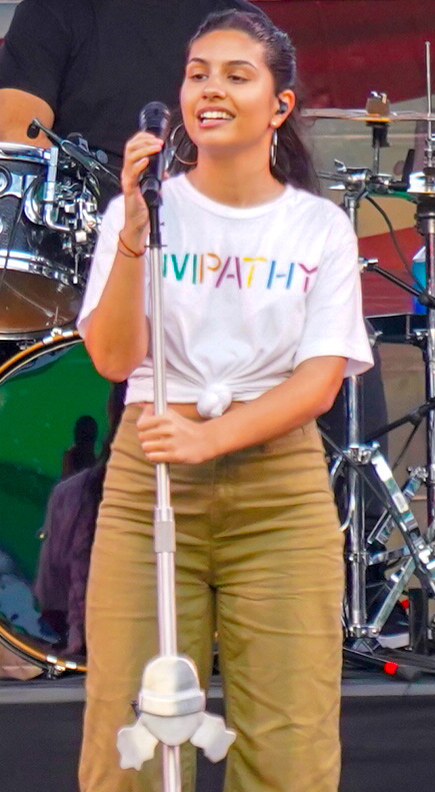
Alessia Cara, 2018.

Alessia är ett italienskt namn och den kvinnliga versionen av Alessio. Det är ett smeknamn för Alessandra som är en italiensk form av det grekiska namnet Alexandra.
Den 31 december 2017 fanns det totalt 239 kvinnor folkbokförda i Sverige med namnet Alessia, varav 196 bar det som tilltalsnamn.
Namnsdag i Sverige: saknas

Namnsdag i Finland (finlandssvenska namnlängden): saknas